# Nersianiden
De Nirsianiden (Georgisch:ნერსიანი, Nersiani) waren een vroegmiddeleeuwse Georgische prinselijke familie. Twee personen uit deze familie werden de voorzittende prinsen (erismtavari) van Iberië, Adarnase III Nersiani en zijn zoon Nerse tussen ca. 748 en 779/80. Adarnase verkreeg de Byzantijnse titel kouropalates. Echter zijn zoon werd in 779/80 onteigend door de Arabieren en de troon werd gegeven aan zijn neef Stefanus III van de Goearamiden.